# 悦城河
悦城河，位于中国广东省肇庆市德庆县东部，是西江左岸支流，发源于德庆县东北部的古望顶（一说三县顶），向西经黄铜降水库至斗执村转南流，经莫村镇、永丰镇、播植镇等地，最后于悦城镇汇入西江。河长82千米，平均比降1.62‰，流域面积877平方千米。年均径流量6.29亿立方米。